# آسا پی. بلانت
آسا پی. بلانت (انگلیسی: Asa P. Blunt; ۱۹ اکتبر ۱۸۲۶ – ۴ اکتبر ۱۸۸۹) فرد نظامی اهل ایالات متحده آمریکا بود.